# Клевнево
Клевнево — деревня в Фурмановском районе Ивановской области России. Входит в состав Широковского сельского поселения.

## География
Деревня находится в северной части Ивановской области, в зоне хвойно-широколиственных лесов, в пределах относительно возвышенной части Волжско-Клязьменского междуречья, на левом берегу реки Молохта, к востоку от автодороги Р600, на расстоянии примерно 9 км (по прямой) к югу от города Фурманов, административного центра района.

### Климат
Климат характеризуется как умеренно континентальный, с умеренно холодной многоснежной зимой и тёплым летом. Среднегодовая температура воздуха — 2,7 °C. Средняя температура воздуха самого холодного месяца (января) — −11,8 °C (абсолютный минимум — −47 °C); самого тёплого месяца (июля) — 17,4 °C (абсолютный максимум — 37 °C). Период активной вегетации растений (со среднесуточный температурой более 10 °C) длится около 130 дней. Годовое количество атмосферных осадков составляет 550 мм, из которых большая часть выпадает в тёплый период. Снежный покров держится в течение 155 дней.

### Часовой пояс
Деревня Клевнево, как и вся Ивановская область, находится в часовой зоне МСК (московское время). Смещение применяемого времени относительно UTC составляет +3:00.

## Население
| 2010 |
| ---- |
| 1    |

### Национальный состав
Согласно результатам переписи 2002 года, в национальной структуре населения русские составляли 100 % из 3 чел.

## Известные уроженцы
- Дудин, Михаил Александрович (1916—1993) — советский прозаик, поэт, переводчик и журналист, Герой Социалистического Труда.